# Port de Cochin
Le port de Cochin est une infrastructure de l'océan indien à Cochin en Inde.

## Présentation
Il a été déclaré comme port majeur le 1er août 1936. En 2017 il affichait une croissance de 17,27 % de son trafic.
Il possède un terminal pétrolier et aussi un musée.

## Desserte
Il relie Lakshadweep, Colombo par un service de ferry. La Kerala State Water Transport Department (SWTD), service public de transport dessert Alappuzha, Kottayam, Kollam, Ernakulam, Kannur et le district de Kasaragod; la Kerala Shipping and Inland Navigation Corporation (KSINC), service de l’État du Kerala a son siège en la ville et assure autant la maintenance, le transport de marchandises que de passagers.

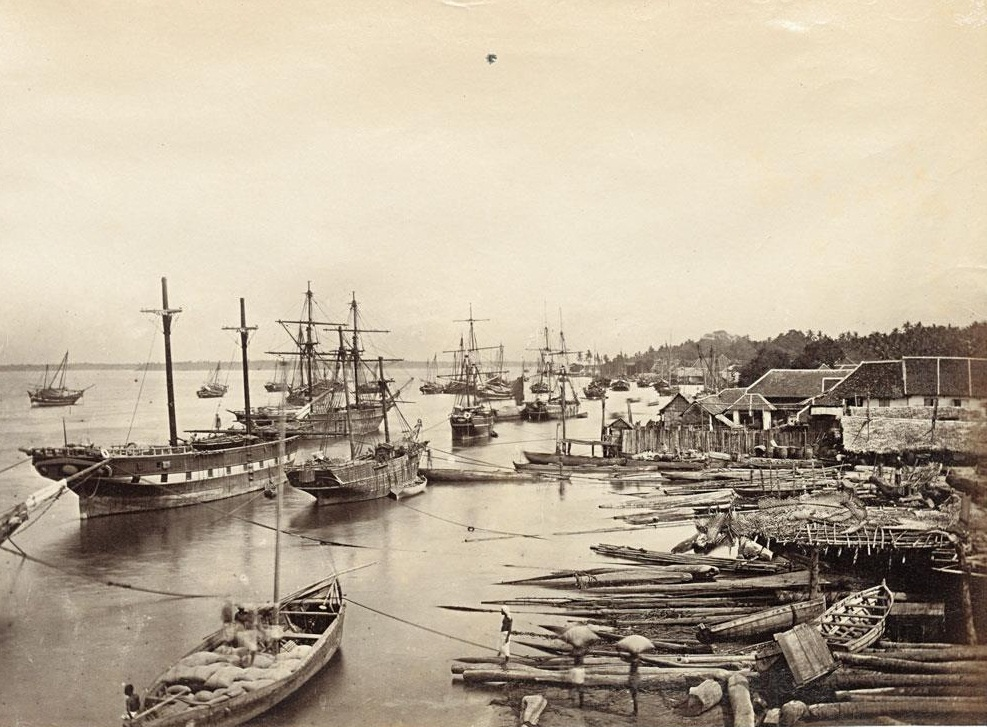
fin XIXe siècle,
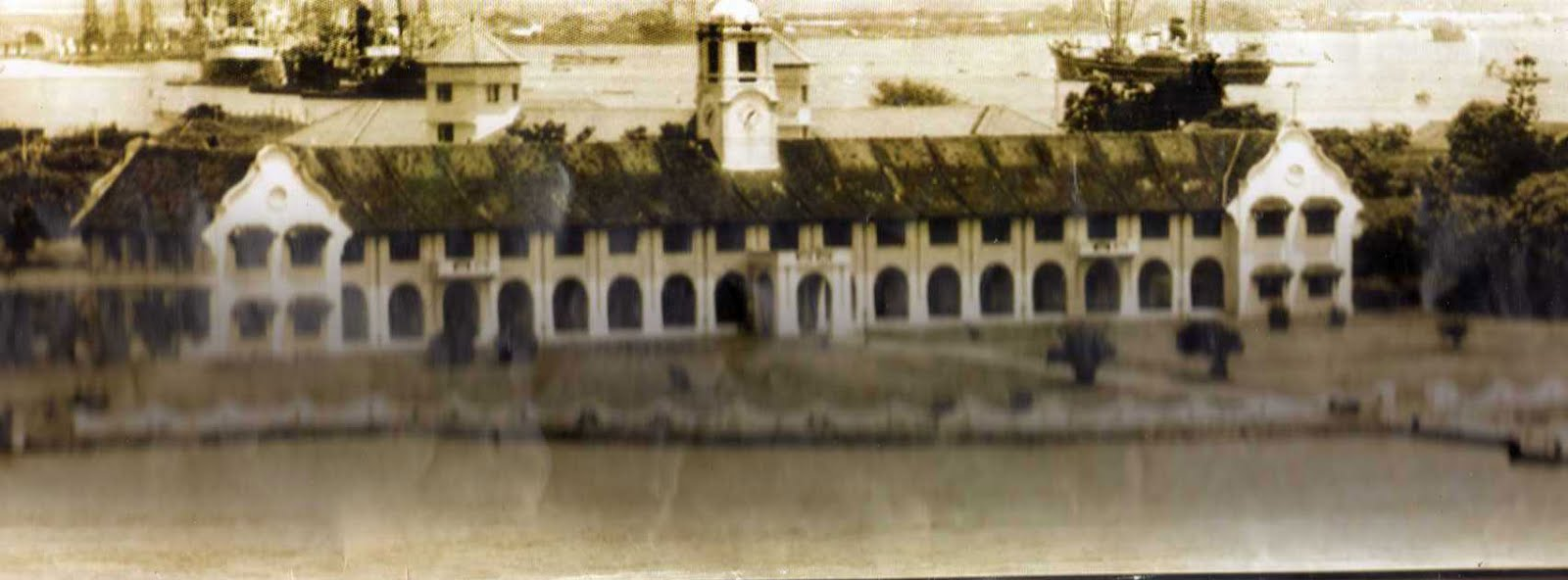
bâtiments en 1948.
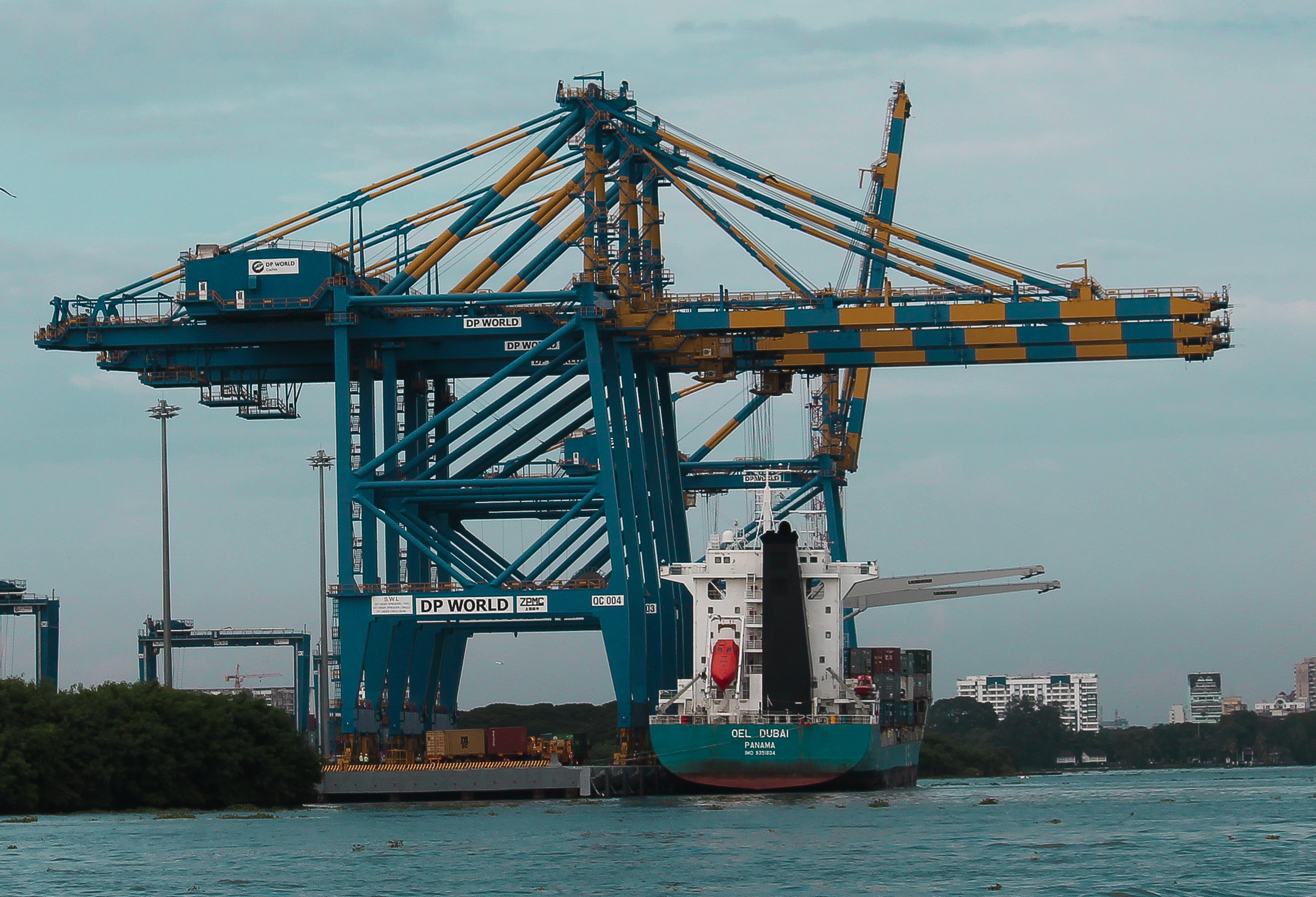
Le port de conteneurs.